# Scytodes marshalli
Scytodes marshalli is een spinnensoort uit de familie van de lijmspuiters (Scytodidae).
De wetenschappelijke naam van de soort werd in 1902 gepubliceerd door Reginald Innes Pocock.